# منطقه حائل

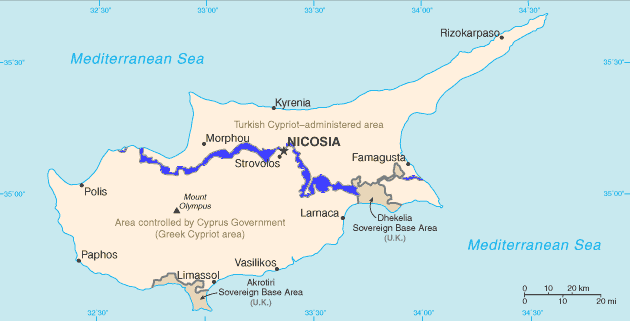
منطقه حائل

منطقه حائل (به انگلیسی: Buffer zone) اشاره به منطقه‌ای دارد که در میان دو یا چند ناحیه (گرچه اغلب اوقات میان کشور‌ها) قرار گرفته و با توجه به داشتن نقش حائل، باعث جدایی و عدم اتصال نواحی به یکدیگر  می‌شود، مناطق مرزی و مناطق غیر نظامی نمونه مناطق حائل هستند.